# Großbeleuchtungsgerät

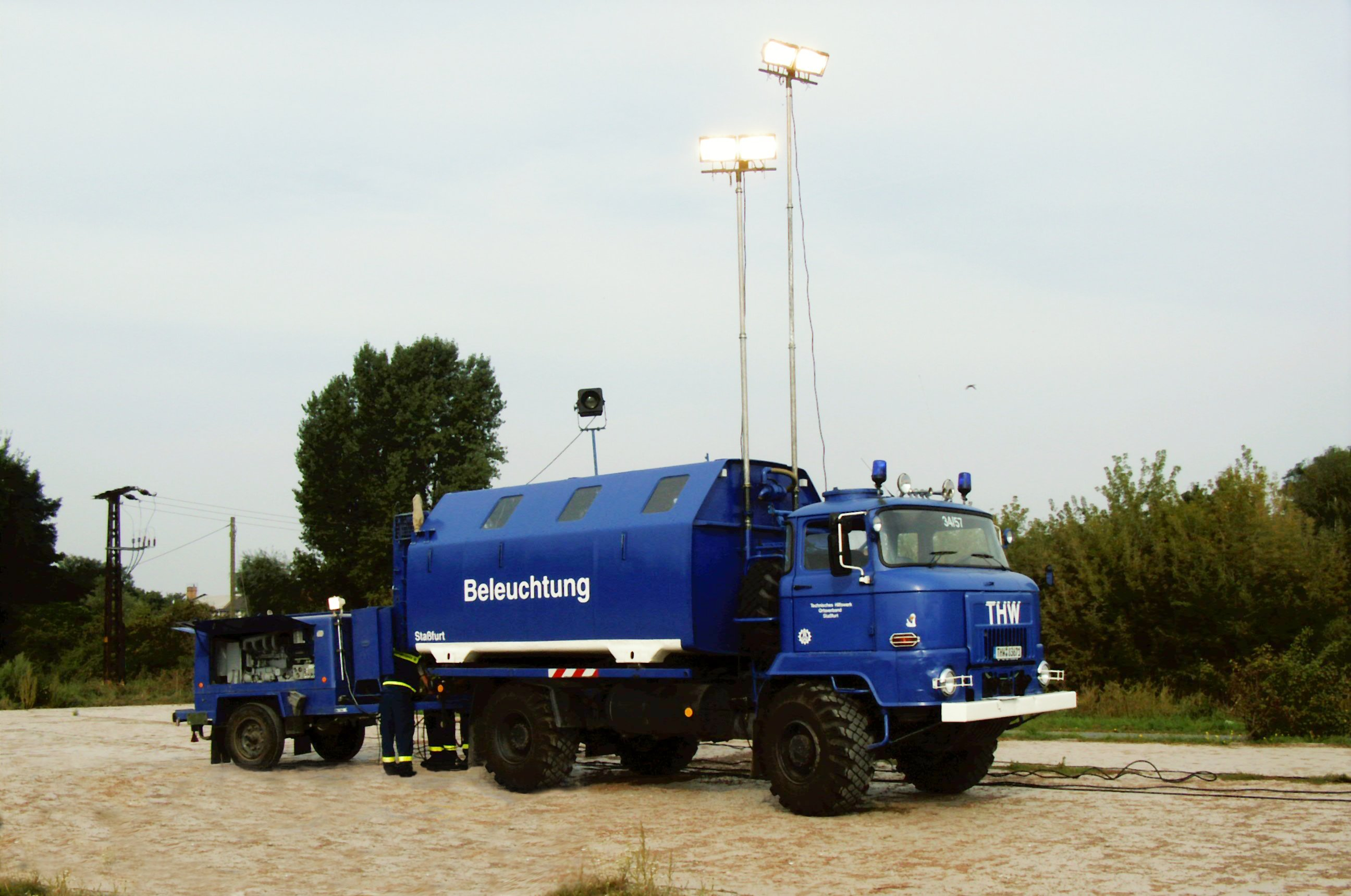
Einsatzfahrzeug des THW mit Generator-Anhänger

Das Großbeleuchtungsgerät ist ein Einsatzmittel der Fachgruppe Beleuchtung (Typ B) des THW. Es dient dem großräumigen und weitgehend schattenfreien Ausleuchten von Einsatzstellen, um auch problemlos Bergungs- und Rettungsarbeiten bei Dunkelheit zu ermöglichen.
Das Großbeleuchtungsgerät besteht dabei in der Regel aus mehreren Hochleistungslampen, die einen Beleuchtungsballon anstrahlen. Dadurch ist es möglich, eine Einsatzstelle von rund 100 Metern × 100 Metern taghell und blendfrei auszuleuchten. Die Schattenfreiheit wird durch eine Höhe des Beleuchtungselements von mindestens 15 Metern (Lichtpunkt) erreicht. In der Entwicklung befinden sich zurzeit Großbeleuchtungsgeräte in Form von Lichtmasten und Spiegelreflektoren.